# Fluotrimazol
Fluotrimazol ist eine chemische Verbindung aus der Gruppe der Triazole und Trifluormethylphenyle.

## Gewinnung und Darstellung
Fluotrimazol kann durch Reaktion von Trifluormethylbenzotrichlorid mit Benzol und Aluminiumchlorid und anschließende Reaktion des entstandenen Zwischenproduktes mit 1,2,4-Triazol gewonnen werden.

## Eigenschaften
Fluotrimazol ist ein farbloser Feststoff, der unlöslich in Wasser ist.

## Verwendung
Fluotrimazol wird als Fungizid verwendet. Die Verbindung wirkt durch Hemmung der Sterol-Biosynthese. Die Verbindung wurde 1973 erstmals erwähnt und war das erste auf den Markt gebrachte Triazolfungizid.

## Zulassung
Fluotrimazol ist in der Europäischen Union und in der Schweiz nicht als Pflanzenschutzwirkstoff zugelassen.